# 科夫亞希
科夫亞希（烏克蘭語：Ков'яги）是位於烏克蘭東部的市級鎮，由哈爾科夫州博霍杜希夫區的瓦爾基市鎮負責管轄。該鎮距離瓦爾基8公里，面積62.44平方公里，海拔高度206米，2001年人口3,559，人口密度每平方公里57人。